# Cantonul Lavardac
Cantonul Lavardac este un canton din arondismentul Nérac, departamentul Lot-et-Garonne, regiunea Aquitania, Franța.

## Comune
- Barbaste
- Bruch
- Feugarolles
- Lavardac (reședință)
- Mongaillard
- Montesquieu
- Pompiey
- Saint-Laurent
- Thouars-sur-Garonne
- Vianne
- Xaintrailles